# Merimde Beni Salam
Merimde Beni Salam je najranije poznato neolitičko naselje u Donjem Egiptu koje se sastojalo od malih kružno ili eliptično poredanih pletenih koliba pokrivenih trskom, po kome je naziv dobila Merimde kultura, neolitska kultura iz predinastijskog razbolja povijesti starog Egipta. 

## Povijest
Pretpostavlja se da je imao oko 5000 stanovnika. Pronađene su i velike rupe koje su služile kao skladišta viška žita za koje znanstvenici pretpostavljaju da je služilo za zajedničko korištenje. Od životinja uzgajali su goveda, koze i svinje, a lovili su i divljač. Nil im je omogućavao obilan ulov riba, kornjača i nilskih konja. 

## Arheološko nalazište
Lončarsko posuđe pronađeno na tom području je glatko i jednostavne izrade. Oruđe su izrađivali od kostiju životinja i kremena, a služilo im je za ubijanje životinja, izradu odjeće od kože i krzna kao i za izradu plovila. Mjesto je bilo prirodno izdignuto iznad razine poplave Nila. Pogrebna kultura stanovnika Merimde bila je prilično drugačija u odnosu na druge preddinastijske kulture. Stanovnici nisu imali odvojena područja za groblje već su mrtve pokapali unutar naselja, a često i unutar nastamba u ovalne rupe zgrčenog položaja i uglavnom bez grobnih priloga dok su djeca jednostavno bacana u rupe za smeće i zatrpavana. U vrijeme kulture Maadi mjesto je služilo kao groblje. Naselje datira iz vremena otprilike 4880. – 4250. pr .n. e., a podudara se s kasnijim fazama Fayumske kulture i Badari kulture.